# Céline Dumerc
Céline Dumerc (Tarbes, 9 luglio 1982) è una cestista francese.
Alta 169 cm, gioca come guardia.

## Carriera
Ha giocato con Tarbes Gespe Bigorre e CJM Bourges Basket.
Nel 2007 è stata convocata per gli Europei in Italia con la maglia della nazionale della Francia.
Nel giugno 2021 ha fatto coming out come lesbica nel documentario intitolato Faut qu’on parle diffuso su MyCanal.

## Palmarès
- Campionato europeo: 1

Nazionale francese: Lettonia 2009.
- FIBA Europe Women Player of the Year Award: 1

2012